# Hlebce
Hlebce je naselje u slovenskoj Općini Radovljici. Hlebce se nalazi u pokrajini Gorenjskoj i statističkoj regiji Gorenjskoj. 

## Stanovništvo
Prema popisu stanovništva iz 2002. godine naselje je imalo 217 stanovnika.